# Фіалка різнолиста
Фіалка різнолиста (Viola epipsila) — вид трав'янистих рослин родини фіалкові (Violaceae), який в основному зростає на болотах у Північній Європі й північній частині Північної Америки. Вважається реліктом останнього льодовикового періоду. Етимологія: дав.-гр. ἐπί — «дещо», дав.-гр. ψιλός — «безволосий».

## Опис
Багаторічна трав'яниста рослина 5–15 см заввишки; кореневища короткі, тонкі, повзучі. Стебла безволосі, майже безлисті, є лускаті приквітки на горішній половині. Листки в прикореневій розетці, черешкові. Листки серцювато-ниркоподібні, розсіяно запушені, не блискучі; прилистки овально-ланцетні. Квітки поодинокі, кивають, мають слабкий запах, блакитно-лілові, 10–20 мм у діаметрі; пелюсток 5, найнижчі 1.5–2.0 см завдовжки, з фіолетовими прожилками; чашолистків 5; тичинок 5. Плоди — 3-клапанні, 1 мм довжини капсули.
Квітує з травня по червень.

## Поширення
Азія (Росія, Китай); Європа (Білорусь, Естонія, Латвія, Литва, Україна, Чехія, Словаччина, Німеччина, Польща, Данія, Фінляндія, Ісландія, Норвегія, Швеція, Румунія); Північна Америка (Канада, США). Населяє здебільшого болота, вологі ліси, вологі луки, струмки.
В Україні зростає на болотах і торф'янистих луках — у Лівобережному Поліссі, зрідка. Входить до списків рослин, які потребують охорони на територіях Житомирської, Львівської, Сумської, Харківської областей.

## Галерея

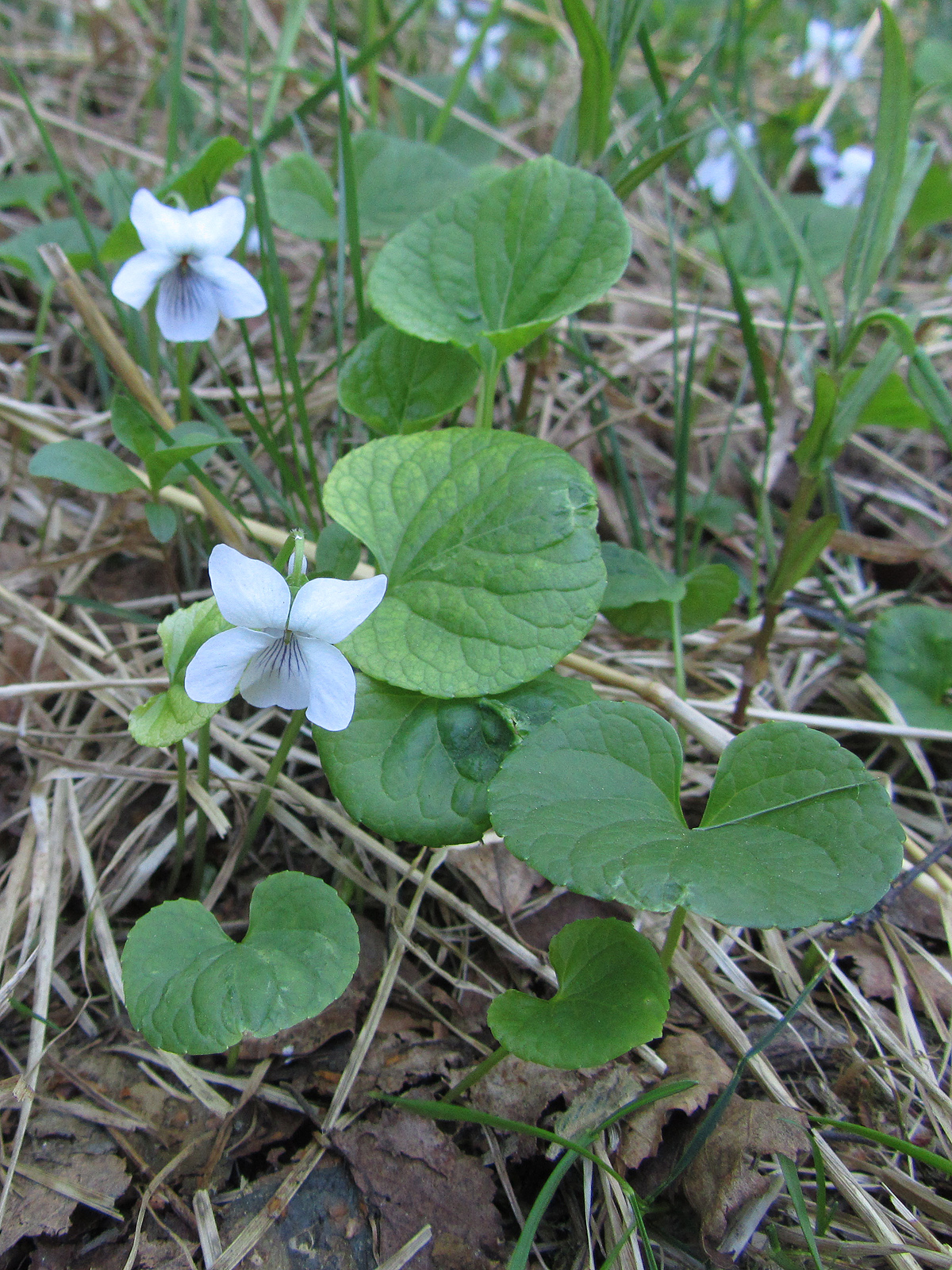
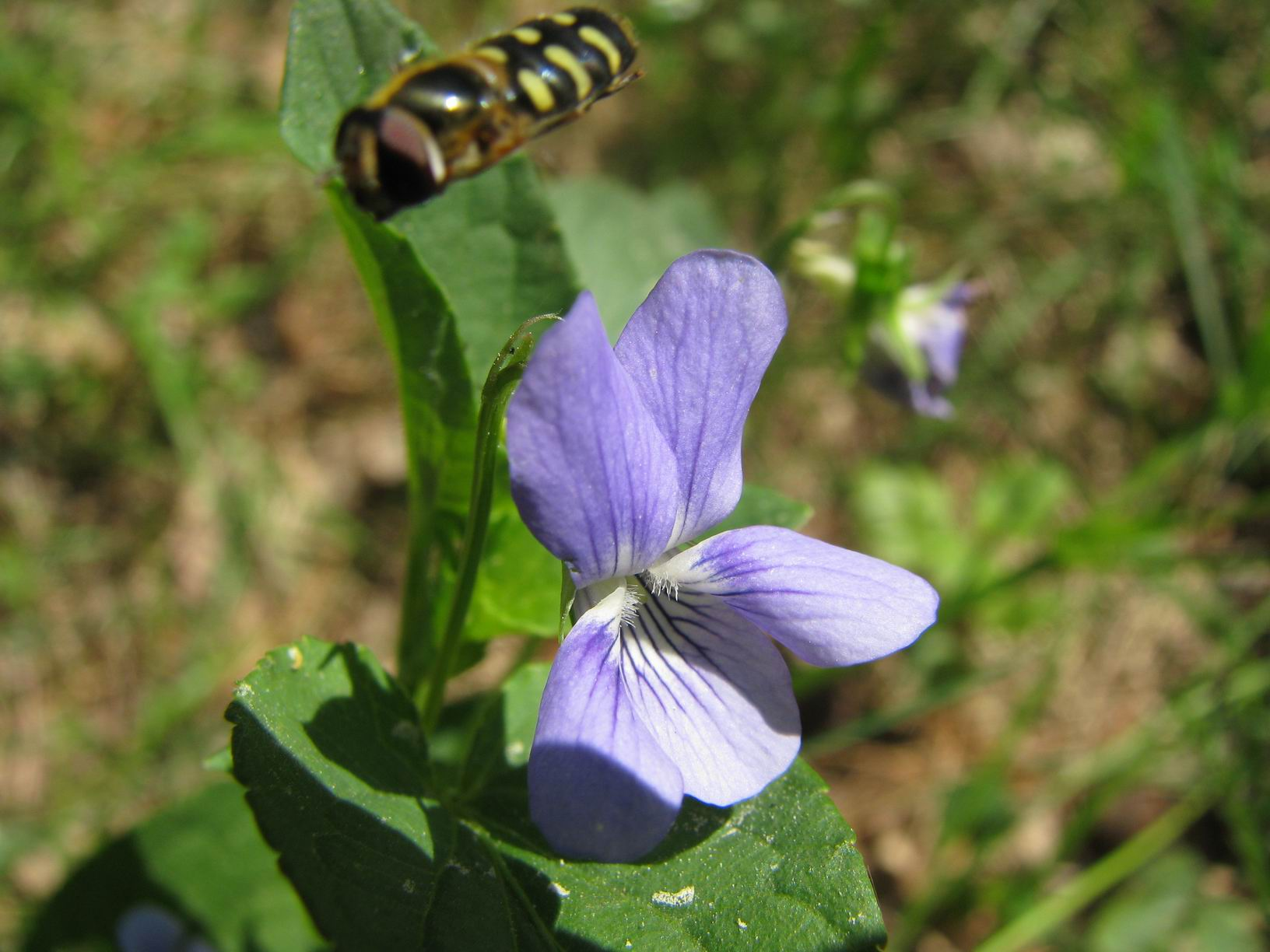